# Festival international du film d'animation d'Annecy 2015

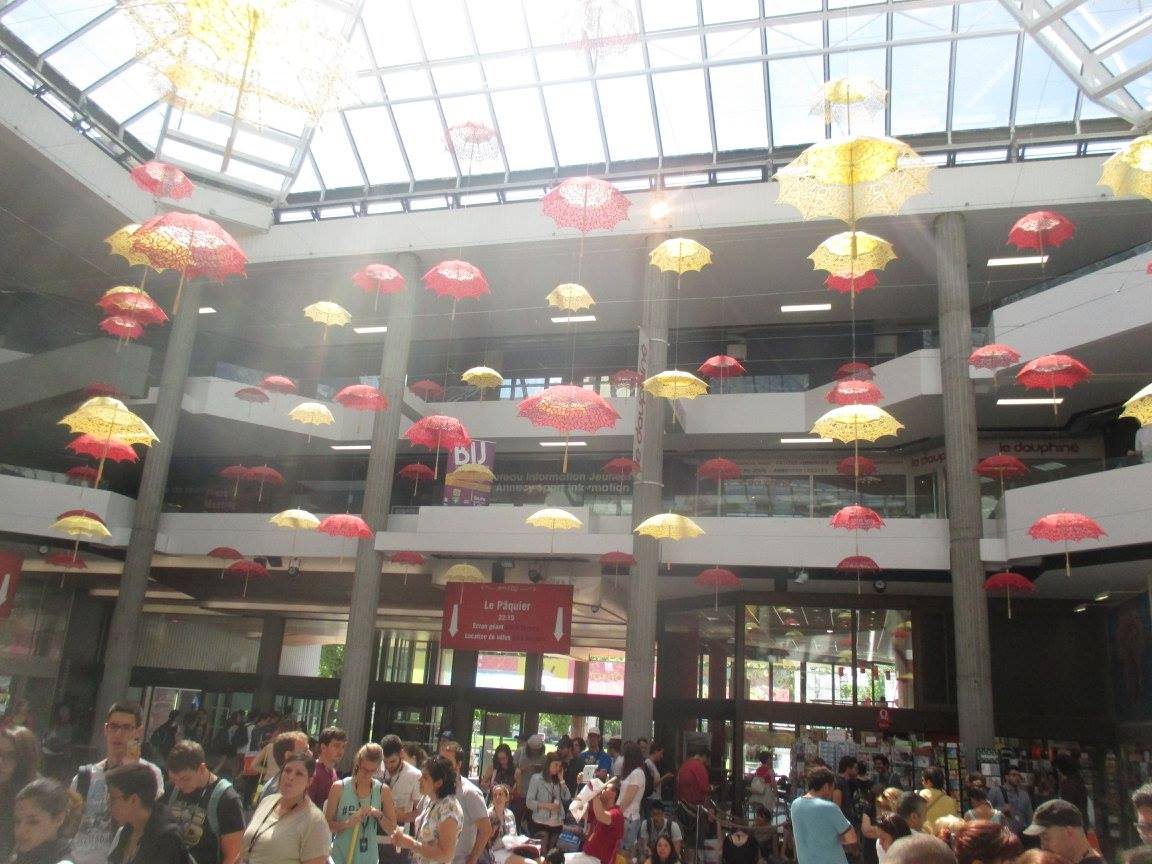
Le centre culturel de Bonlieu décoré à l'occasion du festival.

Le Festival international du film d'animation d'Annecy 2015, 39e édition du festival, s'est déroulé du 15 au 20 juin 2015. Cette année les femmes sont à l'honneur et le jury est uniquement composé de membres féminins. Le pays a l'honneur lors de cette édition est l'Espagne.

## Jury

### Longs métrages
- Marge Dean, réalisatrice et productrice  États-Unis
- Valérie Schermann, productrice  France
- Guillemette Odicino, journaliste et critique cinéma  France

### Courts métrages
- Isabel Herguera, réalisatrice et journaliste  Espagne
- Bonnie Arnold, productrice  États-Unis
- Niki Lindroth von Bahr, réalisatrice  Suède

### Films de fin d'études et courts métrages off-limits
- Stacey Steers, chargée de cours d'animation  États-Unis
- Marina Kozul, chargée de la programmation de festivals  Croatie
- Delphine Renard, réalisatrice et productrice  Belgique

### Films de télévision et de commande
- Monique Simard, productrice  Canada
- Constanza Arena, productrice  Chili
- Waltraud Grausgruber, directrice du Tricky Women Festival  Autriche

## Intervenants

### Expositions
- Christian de Vita, Benjamin Renner et Romain Jouandeau pour Gus

### Avant-premières
- Kazuchika Kise et Kazuya Nomura pour Ghost in the Shell: The New Movie
- Anca Damian pour La Montagne magique
- Roger Allers, Joan Gratz, Mohammed Saeed Harib et Clark Peterson pour Le Prophète
- Richard Williams pour Le Voleur et le Cordonnier
- Pierre Coffin, Kyle Balda, Chris Meledandri et Janet Healy pour Les Minions
- Jean-Loup Felicioli et Alain Gagnol pour Phantom Boy
- Gary Rydstrom et George Lucas pour Strange Magic
- Chris Buck, Peter Del Vecho et Aimee Scribner pour La Reine des neiges : Une fête givrée
- Sanjay Patel et Nicole Paradis Grindle pour Sanjay's Super Team
- Pete Docter pour Vice-Versa

### Présentations de futurs films
- Nicolas Matji, Jorge Miguel Gasull et Ghislain Barrois pour Objectif Lune
- Seiji Okuda et Yohann Comte pour The Boy and the Beast
- Laurent Zeitoun, Florent Masurel, François-Xavier Aubague et Yann Le Bourbouac'h pour Ballerina
- Dorota Kobiela, Sean Bobbitt et Magdalena Bargiel pour Loving Vincent
- Armelle Glorennec, Claude Barras et Max Karli pour Ma vie de Courgette
- Mehmet Kurtuluş, Can Deniz Sahin et Ozgur Yilmaz pour Bad Cat
- Steve Martino et Nash Dunnigan pour Snoopy et les Peanuts, le film
- Michaël Dudok De Wit, Christophe Jankovic, Jean-Pierre Bouchet et Julien De Man pour La Tortue rouge

### Premières images
- Peter Sohn et Denise Ream pour Le Voyage d'Arlo
- Byron Howard et Rich Moore pour Zootopie
- Anthony Roux et Jean-Jacques Denis pour Dofus, livre 1 : Julith

### Making-of
- Adam Muto, Elizabeth Ito, Kirsten Lepore, Kelly Crews, Jesse Moyniham, Masaaki Yuasa et Eunyoung Choi pour Adventure Time
- Vincent Waller, Peter Bennet, Teale Wang et Jennie Monica pour Bob l'éponge, le film : Un héros sort de l'eau
- Jorge Gutiérrez et Chuck Peil pour La Légende de Manolo

### Conférences
- Vanja Andrijevic et Arnaud Demuynck pour Courts métrages : l'accompagnement des talents en animation
- Blandine Beauvy pour Long métrage d'animation : petit budget, gros succès !
- Eleanor Coleman, Adina Pitt, Margie Cohn, Julia Pistor, David Michel et Avril Blondelot pour Quelle est la recette du succès d'une série TV visant un public de filles ou de garçons ?
- Lionel Fages pour Anatomie d'un studio : Cube
- Sergio Pablos pour Anatomie d'un studio : Sergio Pablos Animation
- Josselin Charier et Marie-Laurence Turpin pour L'écriture dans la chaîne de fabrication
- Éric Serre, Flavio Perez, Anaël Seghez et Yann Couderc pour Outils collaboratifs et méthodes agiles
- Stéphane Deverly, Alexandre Gauthier-Poichat et François Grassard pour Outils émergents
- Eric Reynolds pour Weta Digital : la création des mondes
- William Becher pour Animer sans dialogues : l'animation dans le long métrage Shaun le mouton
- Paul Chung pour Long métrage : animation de personnages et VFX chez MPC
- Jean-Jacques Jauffret pour Long métrage et création graphique
- Pierre Coffin pour Pierre Coffin : animateur
- Chris Meledandri pour Chris Meledandri : un producteur visionnaire
- Genndy Tartakovsky pour Genndy Tartakovsky : Hier, aujourd'hui et demain
- Jinko Gotoh, Lisa Henson et Françoise Guyonnet pour L'avenir de l'animation : points de vue croisés

## Sélection

### Longs métrages

#### En compétition
| Titre                          | Réalisation                             | Pays            |
| ------------------------------ | --------------------------------------- | --------------- |
| Adama                          | Simon Rouby                             | France          |
| Avril et le monde truqué       | Franck Ekinci et Christian Desmares     | France          |
| Mune                           | Alexandre Heboyan et Benoît Philippon   | France          |
| Pos eso                        | Samuel Orti                             | Espagne         |
| Sabogal                        | Juan José Lozano et Sergio Mejia Forero | Colombie        |
| Miss Hokusai                   | Keiichi Hara                            | Japon           |
| Hana et Alice mènent l'enquête | Shunji Iwai                             | Japon           |
| Tout en haut du monde          | Rémi Chayé                              | Danemark France |

#### Hors compétition
| Titre                                        | Réalisation                     | Pays                                     |
| -------------------------------------------- | ------------------------------- | ---------------------------------------- |
| Desterrada                                   | Diego Guerra                    | Colombie                                 |
| Dragon Nest: Warrior's Dawn                  | Soong Yuefeng                   | Chine                                    |
| Eden's Edge                                  | Gerhard Treml et Leo Calice     | Autriche États-Unis                      |
| Extraordinary Tales                          | Raúl García                     | Belgique, Espagne États-Unis, Luxembourg |
| Little from the Fish Shop                    | Jan Balej                       | France, Slovaquie République tchèque     |
| Mortadelo y Filemón contra Jimmy el Cachondo | Javier Fesser                   | Espagne                                  |
| Rocks in My Pockets                          | Signe Baumane                   | États-Unis Lettonie                      |
| Stand by Me Doraemon                         | Takashi Yamazaki et Yagi Ryuchi | Japon                                    |
| La Reine des neiges 2                        | Alexey Tsitsilin                | Russie                                   |

### Courts métrages

#### En compétition
| Titre                                | Réalisation                           | Pays                           |
| ------------------------------------ | ------------------------------------- | ------------------------------ |
| A Portrait                           | Aristotelis Maragkos                  | Grèce                          |
| Alateadvuse maja                     | Priit Tender                          | Estonie                        |
| Amélia and Duarte                    | Alice Guimarães et Mónica Santos      | Allemagne Portugal             |
| Aubade                               | Mauro Carraro                         | Suisse                         |
| Autos-portraits                      | Claude Cloutier                       | Canada                         |
| Black Tape                           | Michelle Kranot et Uri Kranot         | Danemark                       |
| Carte noire                          | Michaela Grill                        | Autriche Canada                |
| Dans les eaux profondes              | Sarah van den Boom                    | France Canada                  |
| Dissonance                           | Till Nowak                            | Allemagne                      |
| Drugie Berega                        | Vasiliy Chirkov                       | Russie                         |
| 'Elu Herman H. Rottiga               | Chintis Lundgren                      | Croatie Danemark Estonie       |
| Ernie Biscuit                        | Adam Elliot                           | Australie                      |
| Fuga na wiolonczele, trabke i pejzaz | Jerzy Kucia                           | Pologne                        |
| Goodbye Utopia                       | Ding Shiwei                           | Chine                          |
| Guida                                | Rosana Urbes                          | Brésil                         |
| Haircut                              | Virginia Mori                         | Italie                         |
| Immer Müder                          | Jochen Kuhn                           | Allemagne                      |
| Isand                                | Riho Unt                              | Estonie                        |
| Isle of Seals                        | Edmunds Jansons                       | Lettonie                       |
| Jazz per un massacro                 | Leonardo Carrano et Giuseppe Spina    | Italie                         |
| Königin Po                           | Maja Gehrig                           | Suisse                         |
| Limbo Limbo Travel                   | Zsuzsanna Kreif et Borbála Zétényi    | France Hongrie                 |
| Love in the Time of March Madness    | Robertino Zambrano et Melissa Johnson | Australie États-Unis           |
| Mi ne mozhem zhit bez kosmosa        | Konstantin Bronzit                    | Russie                         |
| Moon Blink                           | Rainer Kohlberger                     | Autriche                       |
| Mynarski chute mortelle              | Matthew Rankin                        | Canada                         |
| Nuggets                              | Andreas Hykade                        | Allemagne                      |
| Pandemonio                           | Valerio Spinelli                      | Italie                         |
| Planet Σ                             | Momoko Seto                           | France                         |
| Postindustrial                       | Boris Pramatarov                      | Bulgarie                       |
| Qui j'ose aimer                      | Laurence Deydier et Hugo Frassetto    | Belgique France                |
| Rhizome                              | Boris Labbé                           | France                         |
| Sexy Laundry                         | Izabela Plucinska                     | Allemagne Canada Pologne       |
| Sillon 672                           | Bastien Dupriez                       | France                         |
| Sirenashow                           | Yann Jouette                          | France                         |
| Snowfall                             | Conor Whelan                          | Irlande                        |
| Sonambulo                            | Theodore Ushev                        | Canada                         |
| Splintertime                         | Rosto                                 | Pays-Bas France Belgique       |
| Suleima                              | Jalal Maghout                         | Syrie                          |
| Teeth                                | Daniel Gray et Tom Brown              | États-Unis Hongrie Royaume-Uni |
| The Betrayal                         | Susan Young                           | Royaume-Uni                    |
| The Five Minute Museum               | Paul Bush                             | Royaume-Uni Suisse             |
| The Guardian                         | Alessandro Novelli                    | Espagne Italie                 |
| The Night of the Naporitan           | Yusuke Sakamoto                       | Japon                          |
| The Race                             | Michaël Le Meur                       | France                         |
| The Tide Keeper                      | Alyx Duncan                           | Nouvelle-Zélande               |
| Tranche de campagne                  | Hannah Letaïf                         | Belgique France                |
| Uncanny Valley                       | Paul Wenninger                        | France Autriche                |
| Viaje a pies                         | Khris Cembe et Laura Aguado           | Espagne                        |
| World of Tomorrow                    | Don Hertzfeldt                        | États-Unis                     |
| You Look Like Me                     | Pierre Hébert                         | Canada                         |
| Yùl et le Serpent                    | Gabriel Harel                         | France                         |
| Zepo                                 | Cesar Diaz Melendez                   | Espagne                        |

#### Hors compétition
| Titre                              | Réalisation                      | Pays          |
| ---------------------------------- | -------------------------------- | ------------- |
| 9:30 am                            | Alfonso de la Cruz               | Mexique       |
| A Place I've Never Been            | Adrian Flury                     | Suisse        |
| Benches n° 0458                    | Ivan Maximov                     | Russie        |
| Birds Dream                        | Chaï Mi                          | Chine Canada  |
| Candide kalandjai                  | Nándor Bera                      | Hongrie       |
| Captain 3D                         | Victor Haegelin                  | France        |
| Changeover                         | Mehdi Alibeygi                   | Iran          |
| Chase Me                           | Gilles-Alexandre Deschaud        | France        |
| Chez moi                           | Phuong Mai Nguyen                | France        |
| Day 40                             | Sol Friedman                     | Canada        |
| Footprints                         | Bill Plympton                    | États-Unis    |
| Fuligem                            | David Doutel et Vasco Sa         | Portugal      |
| If I Was God                       | Cordell Barker                   | Canada        |
| In the Distance                    | Florian Grolig                   | Allemagne     |
| Le Repas dominical                 | Céline Devaux                    | France        |
| Le Rêve d'Awa                      | Zéna Zeidan et Yancouba Diémé    | Sénégal       |
| Lune et le Loup                    | Toma Leroux et Patrick Delage    | France        |
| Machine                            | Sunit Parekh-Gaihede             | Danemark      |
| Messages dans l'air                | Isabelle Favez                   | Suisse        |
| One, Two, Tree                     | Yulia Aronova                    | France Suisse |
| Pene e Cruditè                     | Mario Addis                      | Italie        |
| Pui de Somn                        | Paul Muresan                     | Roumanie      |
| SimGyeong                          | Kim Seung-hee                    | Corée du Sud  |
| Stripy                             | Babak Nekooei et Behnoud Nekooei | Iran          |
| Taxidermy                          | Safarzadegan Arad                | Iran          |
| The Ballad of Holland Island House | Lynn Tomlinson                   | États-Unis    |
| The Lost Breakfast                 | Q-Rais                           | Japon         |
| The Shutterbug Man                 | Christopher Walsh                | Canada        |
| The Story of Percival Pilts        | Janette Goodey et John Lewis     | Australie     |
| Tigres à la queue leu leu          | Benoît Chieux                    | France        |
| Tik Tak                            | Ülo Pikkov                       | Estonie       |
| ZIMBO                              | Juan José Medina et Rita Basulto | Mexique       |

### Films de télévision
| Titre                          | Épisode                             | Réalisation                                                 | Pays                   |
| ------------------------------ | ----------------------------------- | ----------------------------------------------------------- | ---------------------- |
| Kojot és a szikla              | Kojot és a szikla                   | Áron Gauder                                                 | Hongrie                |
| Adventure Time                 | Food Chain                          | Masaaki Yuasa                                               | États-Unis             |
| Bing                           | Bye Bye                             | Nicky Phelan et Jeroen Jaspaert                             | Royaume-Uni            |
| Boyster                        | Teachinator                         | Damien Barrau et Fabien Limousin                            | France Royaume-Uni     |
| Breadwinners                   | Employee of the Month               | Gary Doogles Diraffaele et Steve Borst                      | États-Unis             |
| Cigánymesék                    | A cingányasszony meg az ördög       | Mária Horváth                                               | Hongrie                |
| Dimitri à Ubuyu                | Dimitri à Ubuyu                     | Agnès Lecreux, Fabien Drouet, Ben Tesseur et Steven De Beul | Belgique France Suisse |
| Mickey Mouse                   | Eau de Minnie                       | Aliki Theofilopoulos Grafft                                 | États-Unis             |
| Elf: Buddy's Musical Christmas | Elf: Buddy's Musical Christmas      | Mark Caballero et Seamus Walsh                              | États-Unis             |
| Hello World!                   | Long-Eared Owl                      | Éric Serre                                                  | France                 |
| Hey Duggee                     | The Rescue Badge                    | Grant Orchard                                               | Royaume-Uni            |
| King Star King                 | Fat Frank's Fantasy Lounge          | J. J. Villard                                               | États-Unis             |
| Kung Fu Bunny                  | The Mosquito's Revenge              | Li Zhiyong                                                  | Chine                  |
| L'arte con Mati et Dad         | Man Ray                             | Giovanna Bo                                                 | Italie                 |
| La Moufle                      | La Moufle                           | Clémentine Robach                                           | Belgique France        |
| Les Grandes Grandes Vacances   | L'Exode                             | Paul Leluc                                                  | France                 |
| Letayshie zveri                | Legkij slon                         | Mikhail Safronov                                            | Russie                 |
| Macha et l'ours                | And Action                          | Ilya Trusov                                                 | Russie                 |
| Namaluj mi bajke...            | To pewna wiadomosc!                 | Joanna Jasinska-Koronkiewicz                                | Pologne                |
| Nelly & Nora                   | Moon Path                           | Jamie Teehan                                                | Irlande                |
| Polariffic                     | Yeti or Not                         | Rob Shaw                                                    | États-Unis             |
| Polo                           | Le jour où une étoile tomba du ciel | Caroline Origer                                             | Luxembourg France      |
| Rita og Krokodille             | Fisketuren                          | Siri Melchior                                               | Danemark Royaume-Uni   |
| Robot Chicken                  | Immortal                            | Zeb Wells                                                   | États-Unis             |
| Sacrés caractères !            | Futura                              | Serge Élissalde                                             | France                 |
| Star vs. The Forces of Evil    | Party with a Pony                   | Daron Nefcy                                                 | États-Unis             |
| Les Aventures du Chat potté    | Le Sphinx                           | Lane Lueras                                                 | États-Unis             |
| Tu mourras moins bête...       | La Peur en avion                    | Émilie Sengelin                                             | France                 |
| Oncle Grandpa                  | Total Reality                       | Max Winston et Pete Browngardt                              | États-Unis             |

### Films de commande
| Artiste / Produit / Marque  | Titre                                                                      | Réalisation                               | Pays                                             |
| --------------------------- | -------------------------------------------------------------------------- | ----------------------------------------- | ------------------------------------------------ |
| Absolut                     | Dark Noir                                                                  | Rafael Grampa                             | Royaume-Uni                                      |
| Airbnb                      | Walls and Chains                                                           | Marie Hyon et Marco Spier                 | États-Unis                                       |
| Children of the Holocaust   | Ruth                                                                       | Zane Whittingham                          | Royaume-Uni                                      |
| Clash of Clans              | Flight of the Barbarian                                                    | Fletcher Moules                           | États-Unis                                       |
| Concorde                    | Sons                                                                       | Alexis Beaumont et Rémi Godin             | France                                           |
| Cruisr                      | All Over                                                                   | Chris Carboni                             | États-Unis                                       |
| D&AD                        | 'Wish You Where Here?                                                      | Mateus de Paula Santos et Loïc Dubois     | Brésil                                           |
| France Télévisions          | En avant toutes !                                                          | Célia Rivière                             | France                                           |
| Handicap International      | J'ai six ans, je suis handicapé(e), et je vais à l'école. Ça vous étonne ? | Angelin N'Gbandjui                        | Burkina Faso Côte d'Ivoire, France Mali, Sénégal |
| Indie-Anifest 2014          | One Thousand Buddhas                                                       | Jeong Dahee                               | Corée du Sud                                     |
| ITFS 2014                   | Spiegelei                                                                  | Peter Lames                               | Allemagne                                        |
| ITFS 2015                   | Filmfabrik                                                                 | Alireza Hashempour et Malaeke Farhangadib | Allemagne                                        |
| James                       | Moving On                                                                  | Ainslie Henderson                         | Royaume-Uni                                      |
| Lumberjacked                | Lumberjacked                                                               | Joel Mackenzie                            | Canada                                           |
| MadSkills Motocross 2       | Trailer                                                                    | Marc-Antoine Deleplanque                  | Belgique                                         |
| Michiel Kroese              | See Me Again                                                               | Roman Klochkrov                           | Belgique                                         |
| Monkey Tie                  | Bruce                                                                      | Antoine Rota                              | France                                           |
| Nickelodeon Junior          | Penguin                                                                    | Stefan Schomerus                          | Allemagne                                        |
| NSPCC                       | Lucy and the Boy                                                           | Yves Geleyn                               | Royaume-Uni                                      |
| Penny Dreadful              | Dorian Gray                                                                | Gergely Wootsch                           | Royaume-Uni                                      |
| Ray-Ban                     | Round                                                                      | Matthieu Bessudo et Simon Landrein        | France                                           |
| Riot Games                  | The Harrowing                                                              | Andrew Hall                               | États-Unis                                       |
| Rotary International        | Fateline                                                                   | Suresh Eriyat                             | Inde                                             |
| Royal Blood                 | Out of the Black                                                           | David Wilson et Christy Karacas           | États-Unis Royaume-Uni                           |
| Royal Observatory Greenwich | Sun                                                                        | Amael Isnard                              | Royaume-Uni                                      |
| Sandro Joyeux               | Elmando                                                                    | Anton Octavian                            | Roumanie                                         |
| Shirley Bassey              | If You Go Away                                                             | Ashkan Rahgozar                           | Iran                                             |
| Shugo Tokumaru              | Poker                                                                      | Mirai Mizue et Yukie Nakauchi             | Japon                                            |
| The Peach Kings             | Mojo Thunder                                                               | Benji Brooke et Kris Merc                 | États-Unis                                       |
| Les Simpson                 | Gag du canapé de l'épisode Diggs                                           | Sylvain Chomet                            | États-Unis                                       |
| Throne                      | Tharsis Sleeps                                                             | Tom Bunker et Nicos Livesey               | Royaume-Uni                                      |
| Transport et écomobilité    | Transport et écomobilité                                                   | Mathieu Aubry                             | France                                           |
| Triumph                     | Lace & Unravels                                                            | Makying Ping                              | Royaume-Uni                                      |
| Vous me connaissez          | Vous me connaissez                                                         | Raj Yagnik                                | Jordanie Maroc Royaume-Uni                       |

### Films de fin d'études
- A 4363's Trip de Valentine Dumez ( France et  Royaume-Uni)
- After the End de Sam Southward ( Royaume-Uni)
- Afternoon Class de Oh Seo-ro ( Corée du Sud)
- Aion de Petra Heleninova ( Slovaquie)
- Bär de Pascal Florks ( Allemagne)
- Brume, cailloux et métaphysique de Lisa Matuszak ( France)
- Business Hours: The Life and Death of a Bureaucrat de Simon Wilches-Castro ( États-Unis)
- Centopeia de Clément Roul, Léonie Després, Yoann Druhle, Alexis Caillet, Jérôme Regef et Bertrand Piot ( France)
- Chaud Lapin d'Alexis Magaud, Soline Bejuy, Maël Berreur, Géraldine Gaston et Flora Andrivon ( France)
- Cosmoetico de Martina Scarpelli ( Italie)
- Cupidiculous de Panop Koonwat ( États-Unis et  Thaïlande)
- Dans ton regard de Julien Arnal ( France)
- Edmond de Nina Gantz ( Royaume-Uni)
- Eggplant de Yangzi She ( États-Unis)
- Eli de Sagi Alter et Reut Elad ( Israël)
- Entre chien et loup de Reza Riahi ( France)
- Flirt de Rachel Gerber ( Suisse)
- Fuego de Pablo Penchansky ( Argentine)
- I Can't Breathe de Sayaka Kihata ( Japon)
- Ko-Chi de Yeo Eun-a ( Corée du Sud)
- La Fenêtre de Stéphane Barrere, Maxime Blondeel, Maria Fernanda Corcho, Nathan Leroi, Brice Proust, Amandine Rivière et Fabrice Tapare ( France)
- Les Élucubrations d'un soldat inconnu de Nils Lacroix ( France)
- Lesley the Pony Has an A+ Day de Christian Larrave ( États-Unis)
- Master Blaster de Sawako Kabuki ( Japon)
- Mese d'Attila Bertóti ( Hongrie)
- Mie de Mirjam Plettinx ( Belgique)
- Mortal Breakup Inferno de Paula Assadourian, Marlène Beaube, Debora Cruchon, Maxime Delalande, Thibaud Gayral et Batiste Perron ( France)
- My Big Brother de Jason Rayner ( États-Unis)
- My Dad de Marcus Armitage ( Royaume-Uni)
- Nice trac glowy de Karolina Specht ( Pologne)
- One Plus One de Su-Young Huh ( Corée du Sud)
- Palm Rot de Ryan Gillis ( États-Unis)
- Parrot Away de Mads Weidner ( Danemark)
- Pepe Luu de Valérie Chang ( Pays-Bas)
- Pircantaturi d'Alice Buscaldi, Angela Conigliaro et Lorenzo Fresta ( Italie)
- Pombo Loves You de Steve Warne ( États-Unis)
- Roadtrip de Xaver Xylophon ( Allemagne)
- Small People with Hats de Sarina Nihei ( Royaume-Uni)
- Something Important de NaiWei Liu ( États-Unis et  Taïwan)
- Spada Bandit d'Honneur de Pauline Nicoli ( Belgique)
- The Cabinet Decision de Mayan Engelman ( Israël)
- The Great Harlot and the Beast de Karsten Kjærulf-Hoop ( Danemark)
- The Present de Jacob Frey ( Allemagne)
- The Pride of Strathmoor d'Einar Baldvin ( États-Unis)
- Tsukiyo & Opal de Shishi Yamazaki ( Japon)
- Tusk de Rory Waudby-Tolley ( Royaume-Uni)
- Vučje igre de Jelena Oroz ( Croatie)
- Way Out de Yukai Du ( Royaume-Uni)
- What's Going On with Annie de Hu Yin-jia ( Taïwan)

## Programmes spéciaux

### Projections en plein air
La cours du Musée-Château d'Annecy accueille un écran d'épingles, sur lequel sont projetées des films de Alexandre Alexeïeff, Claire Parker, Jacques Drouin et Michèle Lemieux. Un second écran standard est tendu pour la projection d'une sélection de courts métrages du studio Les Films de l'Arlequin.
| Titre                                          | Réalisation                      | Année | Pays                            |
| ---------------------------------------------- | -------------------------------- | ----- | ------------------------------- |
| Bob l'éponge, le film : Un héros sort de l'eau | Paul Tibbit                      | 2015  | États-Unis                      |
| Des étoiles et des hommes                      | John Hubley et Faith Hubley      | 1962  | États-Unis                      |
| Gus, petit oiseau, grand voyage                | Christian De Vita                | 2015  | France, Belgique                |
| Khumba                                         | Anthony Silverston               | 2013  | Afrique du Sud                  |
| La Légende de Manolo                           | Jorge Gutiérrez                  | 2014  | États-Unis                      |
| La Reine des neiges : Une fête givrée          | Chris Buck et Jennifer Lee       | 2015  | États-Unis                      |
| Le Tableau                                     | Jean-François Laguionie          | 2012  | France                          |
| Les Aventures du prince Ahmed                  | Lotte Reiniger                   | 1926  | Allemagne                       |
| Moi, moche et méchant 2                        | Pierre Coffin et Chris Renaud    | 2013  | États-Unis, France              |
| Pinocchio (version restaurée)                  | Hamilton Luske et Ben Sharpsteen | 1940  | États-Unis                      |
| Pourquoi j'ai pas mangé mon père               | Jamel Debbouze                   | 2014  | France, Italie, Belgique, Chine |
| Shaun le mouton, le film                       | Richard Starzak et Mark Burton   | 2015  | Royaume-Uni                     |
| Sita chante le blues                           | Nina Paley                       | 2008  | États-Unis                      |

## Palmarès

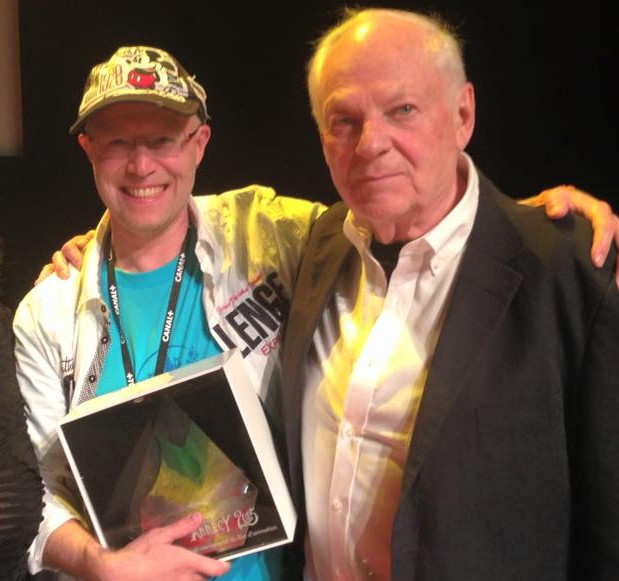
Konstantin Bronzit recevant le cristal du court métrage pour We Can't Live Without Cosmos des mains de Richard Williams.

### Courts métrages
| Prix                                        | Attribué à                                         | Pays       |
| ------------------------------------------- | -------------------------------------------------- | ---------- |
| Cristal d'Annecy                            | We Can't Live Without Cosmos de Konstantin Bronzit | Russie     |
| Prix spécial du jury                        | The Master de Riho Unt                             | Estonie    |
| Prix Jean-Luc Xiberras de la première œuvre | Guida de Rosana Urbes                              | Brésil     |
| Prix Sacem de la musique originale          | Dissonance de Till Novak                           | Allemagne  |
| Prix du jury junior                         | We Can't Live Without Cosmos de Konstantin Bronzit | Russie     |
| Mention spéciale                            | World of Tomorrow de Don Hertzfeldt                | États-Unis |
| Prix du public                              | World of Tomorrow de Don Hertzfeldt                | États-Unis |
| Prix du film Off-Limits                     | Mynarski chute mortelle de Matthew Rankin          | Canada     |

### Longs métrages
| Prix                    | Attribué à                                                      | Pays                    |
| ----------------------- | --------------------------------------------------------------- | ----------------------- |
| Cristal du long métrage | Avril et le Monde truqué de Franck Ekinci et Christian Desmares | France, Canada Belgique |
| Prix du jury            | Miss Hokusai de Keiichi Hara                                    | Japon                   |
| Prix du public          | Tout en haut du monde de Rémi Chayé                             | France, Danemark        |

### Films de télévision et de commande
| Prix                                  | Attribué à                                      | Pays                  |
| ------------------------------------- | ----------------------------------------------- | --------------------- |
| Cristal pour une production TV        | Hello World!, Long-Eared Owl d'Éric Serre       | France                |
| Cristal pour un film de commande      | Rotary, Fateline de Suresh Eriyat               | Inde                  |
| Prix du jury pour une série TV        | Rita og Krokodille, Fisketuren de Siri Melchior | Danemark, Royaume-Uni |
| Prix pour un spécial TV               | La Moufle de Clémentine Robach                  | France Belgique       |
| Prix du jury pour un film de commande | NSPCC, Lucy and the Boy d'Yves Geleyn           | Royaume-Uni           |

### Films de fin d'études
| Prix                            | Attribué à                                        | Pays        |
| ------------------------------- | ------------------------------------------------- | ----------- |
| Cristal du film de fin d'études | My Dad de Marcus Armitage                         | Royaume-Uni |
| Prix du jury                    | Edmond de Nina Gantz                              | Royaume-Uni |
| Mention spéciale                | Brume, cailloux et métaphysique' de Lisa Matuszak | France      |
| Prix du jury junior             | Roadtrip de Xaver Xylophon                        | Allemagne   |

### Autres prix
| Prix                                                            | Attribué à                                    | Pays                            |
| --------------------------------------------------------------- | --------------------------------------------- | ------------------------------- |
| Prix Fipresci                                                   | Teeth de Daniel Gray et Tom Brown             | États-Unis, Hongrie Royaume-Uni |
| Prix Canal+ aide à la création                                  | Edmond de Nina Gantz                          | Royaume-Uni                     |
| Prix André Martin pour un court métrage français                | Rhizome de Boris Labbé                        | France                          |
| Prix Aide Fondation Gan à la diffusion pour un Work in Progress | Ma vie de Courgette de Claude Barras          | France, Suisse                  |
| Prix Festivals Connexion                                        | Dans les eaux profondes de Sarah Van Den Boom | France, Canada                  |